# 影鷹
影鷹（かげたか）は自由ソフトウェア（ドネーションウェア）のタブブラウザである。文字を縦書きに表示するのが特徴である。未だに開発途中であるが、2004年以降は実質的に開発が中止されている。